# Pomacentrus emarginatus
Pomacentrus emarginatus là một loài cá biển thuộc chi Pomacentrus trong họ Cá thia. Loài này được mô tả lần đầu tiên vào năm 1829.

## Từ nguyên
Tính từ định danh emarginatus trong tiếng Latinh có nghĩa là "có khía, lõm vào", hàm ý đề cập đến rãnh dưới hốc mắt của loài cá này.

## Phạm vi phân bố và môi trường sống
P. emarginatus chỉ được tìm thấy tại đảo Waigeo (thuộc Indonesia) và Palau. P. emarginatus sống tập trung gần các rạn san hô viền bờ ở độ sâu khoảng từ 4 đến 12 m.

## Mô tả
Chiều dài lớn nhất được ghi nhận ở P. emarginatus là 11 cm.
Số gai ở vây lưng: 13; Số tia vây ở vây lưng: 14; Số gai ở vây hậu môn: 2; Số tia vây ở vây hậu môn: 13–14; Số gai ở vây bụng: 1; Số tia vây ở vây bụng: 5.

## Sinh thái học
Thức ăn của P. emarginatus bao gồm tảo và các loài động vật phù du. Cá đực có tập tính bảo vệ và chăm sóc trứng.